# Hinterer Schermen
Hinterer Schermen ist ein Quartier der Stadt Bern. Es gehört zu den 2011 bernweit festgelegten 114 gebräuchlichen Quartieren und liegt im Stadtteil IV Kirchenfeld-Schosshalde, dort im statistischen Bezirk Beundenfeld. Es grenzt an die Grosse Allmend, das Wankdorffeld, den Schermenwald und die Waldau. Im Norden bildet es die Stadtgrenze zu Ittigen, im Südosten zu Ostermundigen.
Im Jahr 2022 lebten im Quartier 15 Einwohner.
Zwischen dem Schermenweg im Süden und der Wölfistrasse im Norden befindet sich ein Gewerbegebiet, welches von der Autobahn A6 und der Eisenbahnlinie Bern Thun geteilt wird. Das Strassenverkehrs- und Schifffahrtsamt des Kantons Bern (SVSA) mit einem Verkehrsprüfzentrum und der Autobahn-Werkhof Wankdorf liegen im Süden. Der Schweizerische Nutzfahrzeugverband ASTAG, der Recyclingservice Alpabern mit einem Versorgungshof sowie der Stämpfli-Verlag, ein Internetanbieter und eine Sportartikelkette haben dort ihren Sitz. Der Parkplatz P17 für Grossanlässe auf der Allmend befindet sich ebenfalls im Quartier.
Das Familiengarten-Areal «Schermenwald» gehört zu den rund 2000 Gärten auf 28 Arealen im Stadtgebiet. An der Schermenwaldstrasse im Norden befinden sich einige wenige Ein- und Mehrfamilienhäuser. Östlich der Papiermühlenstrasse liegt der Jüdische Friedhof Bern.